# Roche peralcaline

Schéma illustrant la signification de peralcalin, métaalumineux, peralumineux et subalumineux

Les roches peralcalines sont des roches magmatiques qui ont un déficit d'aluminium tel que le sodium et le potassium sont en excès pour pouvoir former des feldspaths. La présence d'aegirine (pyroxène au sodium) et de riébeckite (amphibole au sodium) est indicative de conditions peralcalines. Des exemples sont les rhyolites peralcalines, la comendite (en) et la pantellerite (en), la comendite étant la roche la plus felsique (riche en silice). Un autre exemple est le granite peralcalin qui forme l'îlot de Rockall dans l'océan Atlantique nord.
Les roches peralcalines sont indicatives du volcanisme lié au rifts continentaux (par exemple les rhyolites peralcalines du rift est-africain dans le Kenya central) ainsi que le volcanisme de point chaud continental et océanique (par exemple les rhyolites peralcalines des Monts Glass House en Australie orientale et les îles Canaries dans l'océan Atlantique),,. Des roches peralcalines liées au volcanisme de zone de subduction ont aussi été signalées (par exemple en Sardaigne en Italie). Les magmas peralcalins se forment très probablement lorsque la cristallisation fractionnée retire une forte proportion de plagioclase par rapport aux minéraux mafiques.